# Бразилия на зимних Олимпийских играх 2014
Бразилия приняла участие в зимних Олимпийских играх 2014 года, которые проходили в Сочи, Россия с 7 по 23 февраля. Сборная была представлена 13 спортсменами в 7 видах спорта. Это было самое многочисленное представительство Бразилии на Зимних Олимпийских играх за всю история участия страны в соревнованиях, до этого наилучшим показателем было 9 квалифицировавшихся спортсменов на Зимних Олимпийских играх 2006 в Турине (Италия). Также олимпийская сборная Бразилии с 13-ю спортсменами была самой многочисленной на Олимпиаде из всей Латинской Америки.

## Состав и результаты олимпийской сборной Бразилии

### Биатлон
Женщины
| Соревнование         | Спортсмены   | Стрельба          | Время   | Место |
| -------------------- | ------------ | ----------------- | ------- | ----- |
| Спринт               | Жаклин Моран | 1 (0 + 1)         | 25:06,4 | 77    |
| Индивидуальная гонка | Жаклин Моран | 7 (1 + 2 + 3 + 1) | 57:22,6 | 76    |

### Бобслей
Мужчины
| Соревнование | Спортсмены                                                           | 1 заезд   | 1 заезд | 2 заезд   | 2 заезд | 3 заезд   | 3 заезд | 4 заезд               | 4 заезд               | Итоговый результат | Итоговое место |
| Соревнование | Спортсмены                                                           | Результат | Место   | Результат | Место   | Результат | Место   | Результат             | Место                 | Итоговый результат | Итоговое место |
| ------------ | -------------------------------------------------------------------- | --------- | ------- | --------- | ------- | --------- | ------- | --------------------- | --------------------- | ------------------ | -------------- |
| Четвёрки     | Эдсон Биндилатти Фабио Гонсалвес Силва Эдсон Мартинс Одирлеи Пессони | 56,86     | 29      | 56,74     | 28      | 57,11     | 30      | Завершили выступление | Завершили выступление | 2:50,71            | 29             |

Женщины
| Соревнование | Спортсмены                    | 1 заезд   | 1 заезд | 2 заезд   | 2 заезд | 3 заезд   | 3 заезд | 4 заезд   | 4 заезд | Итоговый результат | Итоговое место |
| Соревнование | Спортсмены                    | Результат | Место   | Результат | Место   | Результат | Место   | Результат | Место   | Итоговый результат | Итоговое место |
| ------------ | ----------------------------- | --------- | ------- | --------- | ------- | --------- | ------- | --------- | ------- | ------------------ | -------------- |
| Двойки       | Фабиана Сантос Салли да Силва | 59,57     | 18      | 1:00,45   | 19      | 1:00,73   | 19      | 1:01,20   | 19      | 4:01,95            | 19             |

### Горнолыжный спорт
Спортсменов — 2
| Спортсмен      | Событие                     | 1 спуск | 1 спуск | 2 спуск | 2 спуск | Всего   | Всего |
| Спортсмен      | Событие                     | Время   | Место   | Время   | Место   | Время   | Место |
| -------------- | --------------------------- | ------- | ------- | ------- | ------- | ------- | ----- |
| Джонатан Лонги | Гигантский слалом (мужчины) | 1:33,03 | 67      | 1:33,69 | 57      | 3:06,72 | 58    |
| Джонатан Лонги | Слалом (мужчины)            | 59,24   | 69      | DSQ     | DSQ     | DSQ     | –     |
| Мая Харрисон   | Слалом (женщины)            | 1:04,88 | 46      | 1:03,45 | 42      | 2:08,33 | 39    |
| Мая Харрисон   | Гигантский Слалом (женщины) | 1:30,31 | 58      | 1:31,55 | 55      | 3:01,86 | 54    |

### Лыжные гонки
Спортсменов — 2
Мужчины
Спринт
| Соревнование | Спортсмены     | Квалификация | Квалификация | Четвертьфинал        | Четвертьфинал        | Четвертьфинал        | Полуфинал            | Полуфинал            | Полуфинал            | Финал                | Финал                | Итоговое место |
| Соревнование | Спортсмены     | Результат    | Место        | Заезд                | Результат            | Место                | Заезд                | Результат            | Место                | Результат            | Место                | Итоговое место |
| ------------ | -------------- | ------------ | ------------ | -------------------- | -------------------- | -------------------- | -------------------- | -------------------- | -------------------- | -------------------- | -------------------- | -------------- |
| Спринт       | Леандро Рибела | 4:21,12      | 80           | Завершил выступление | Завершил выступление | Завершил выступление | Завершил выступление | Завершил выступление | Завершил выступление | Завершил выступление | Завершил выступление | 80             |

Женщины
Спринт
| Соревнование | Спортсмены   | Квалификация | Квалификация | Четвертьфинал         | Четвертьфинал         | Четвертьфинал         | Полуфинал             | Полуфинал             | Полуфинал             | Финал                 | Финал                 | Итоговое место |
| Соревнование | Спортсмены   | Результат    | Место        | Заезд                 | Результат             | Место                 | Заезд                 | Результат             | Место                 | Результат             | Место                 | Итоговое место |
| ------------ | ------------ | ------------ | ------------ | --------------------- | --------------------- | --------------------- | --------------------- | --------------------- | --------------------- | --------------------- | --------------------- | -------------- |
| Спринт       | Жаклин Моран | 3:02,83      | 65           | Завершила выступление | Завершила выступление | Завершила выступление | Завершила выступление | Завершила выступление | Завершила выступление | Завершила выступление | Завершила выступление | 65             |

### Сноуборд
Бордеркросс
| Соревнование | Спортсмены            | Квалификация | Квалификация | 1/8 финала | Четвертьфинал         | Полуфинал             | Финал                 | Место |
| Соревнование | Спортсмены            | Результат    | Место        | 1/8 финала | Четвертьфинал         | Полуфинал             | Финал                 | Место |
| ------------ | --------------------- | ------------ | ------------ | ---------- | --------------------- | --------------------- | --------------------- | ----- |
| Женщины      | Изабель Кларк-Рибейро | 1:24,31      | 12           | 4          | Завершила выступление | Завершила выступление | Завершила выступление | 14    |

### Фигурное катание
| Соревнование              | Спортсмены      | Короткая программа | Короткая программа | Произвольная программа | Произвольная программа | Всего                 | Всего |
| Соревнование              | Спортсмены      | Сумма баллов       | Место              | Сумма баллов           | Место                  | Сумма баллов          | Место |
| ------------------------- | --------------- | ------------------ | ------------------ | ---------------------- | ---------------------- | --------------------- | ----- |
| Женское одиночное катание | Изадора Вильямс | 40,37              | 30                 | Завершила выступление  | Завершила выступление  | Завершила выступление | 30    |

### Фристайл
Спортсменов — 1
Акробатика
| Соревнование | Спортсмены      | Квалификация 1 | Квалификация 1 | Квалификация 2 | Квалификация 2 | Финал 1               | Финал 1               | Финал 2               | Финал 2               | Финал 3               | Финал 3               | Итоговое место |
| Соревнование | Спортсмены      | Очки           | Место          | Очки           | Место          | Очки                  | Место                 | Очки                  | Место                 | Очки                  | Место                 | Итоговое место |
| ------------ | --------------- | -------------- | -------------- | -------------- | -------------- | --------------------- | --------------------- | --------------------- | --------------------- | --------------------- | --------------------- | -------------- |
| Женщины      | Хозелане Сантос | 49,60          | 20             | 48,17          | 16             | Завершила выступление | Завершила выступление | Завершила выступление | Завершила выступление | Завершила выступление | Завершила выступление | 22             |